# Marion Bartoli
Marion Bartoli (sinh ngày 2 tháng 10 năm 1984), là cựu vận động quần vợt người Pháp. Cô từng vào tới chung kết giải vô địch Wimbledon năm 2007, góp phần giúp cô lọt vào top 10 cùng năm và tới tháng 9 trở thành tay vợt nữ số 1 nước Pháp. Tháng 7 năm 2012, cô đạt vị trí số 7, cao nhất sự nghiệp.
Ngày 6 tháng 7 năm 2013, trong lần thứ 2 vào chung kết Grand Slam, cô đã đánh bại tay vợt Đức Sabine Lisicki ở trận chung kết Wimbledon và trở thành tay vợt nữ Pháp thứ 3 sau Mary Pierce và Amélie Mauresmo kể từ Kỷ nguyên Mở vô địch một giải Grand Slam và vào tối thiểu tới tứ kết cả ba giải còn lại. Suốt sự nghiệp của mình, Bartoli có được 8 danh hiệu đơn trong đó có 2 Masters, ngoài ra cô còn có 3 danh hiệu đôi nữ.
Tháng 8 năm 2013, sau khi bị Simona Halep loại ở vòng 2 giải quần vợt Cincinnati, Bartoli tuyên bố giải nghệ vì những chấn thương nhỏ dai dẳng: "Tôi có cảm giác rằng thời điểm đó đã đến với tôi. Tôi không thể tiếp tục được nữa [...] Cơ thể tôi đã không còn ủng hộ chính tôi nữa."
Cô có tên trong danh sách "Những nhà vô địch" ấn bản năm 2013 của tạp chí L'Équipe. Sau khi giải nghệ, cô tham gia huấn luyện đào tạo vận động viên trẻ và bình luận viên quần vợt trên truyền hình.

## 2013: Danh hiệu Grand Slam đầu tiên
Bước vào Wimbledon 2013, Bartoli chỉ được sắp hạt giống số 15, nhưng cô đã may mắn không gặp bất kỳ tay vợt mạnh nào xếp trên hạt giống và đã lên ngôi vô địch Wimbledon 2013 sau khi đánh bại Sabine Liscki 6-1, 6-4 trong trận chung kết Grand Slam lần thứ hai trong đời mình (lần trước Bartoli vào chung kết Wimbledon 2007 nhưng để thua Venus Williams).

## Giải nghệ
Ngày 14 tháng 8 năm 2013, ở tuổi 28, Baroli bất ngờ tuyên bố giải nghệ sau thất bại 6-3 4-6 1-6 trước Simona Halep của Romania ở vòng 2 Cincinnati Masters 2013. Đây là một cái kết khá bất ngờ chỉ 40 ngày sau khi cô đoạt được Grand Slam đầu tiên trong sự nghiệp. Lý do được đưa ra liên quan đến chấn thương kéo dài ảnh hưởng rất nhiều đến phong độ, tâm lý, cảm hứng thi đấu. Câu nói cuối cùng của Bartoli là: "Mọi người sẽ chỉ nhớ tới danh hiệu vô địch Wimbledon của tôi và sẽ không ai nhớ tới trận đấu cuối cùng mà tôi đã chơi" để lại rất nhiều cảm xúc. Cô đã kết thúc sự nghiệp trong suốt 13 năm qua với 8 danh hiệu WTA, 6 danh hiệu ITF ở nội dung đơn; 3 danh hiệu WTA, 1 danh hiệu ITF ở nội dung đôi và chức vô địch danh giá nhất "Wimbledon".

## Thống kê sự nghiệp
| Grand Slams                       |            |            |            |            |            |            |            |            |            |          |          |      |     |      |       |
| Australian Open                   | A          | A          | 1R         | 1R         | 2R         | 2R         | 2R         | 2R         | 1R         | QF       | 3R       | 2R   | 3R  | 3R   | 15–12 |
| French Open                       | A          | 1R         | 1R         | 2R         | 1R         | 1R         | 2R         | 4R         | 1R         | 2R       | 3R       | SF   | 2R  | 3R   | 16–13 |
| Wimbledon                         | A          | A          | A          | 1R         | 3R         | 2R         | 2R         | F          | 3R         | 3R       | 4R       | QF   | 2R  | W    | 27–10 |
| US Open                           | A          | A          | 3R         | 1R         | 2R         | 3R         | 3R         | 4R         | 4R         | 2R       | 2R       | 2R   | QF  |      | 20–11 |
| Win–Loss                          | 0–0        | 0–1        | 2–3        | 1–4        | 4–4        | 4–4        | 5–4        | 13–4       | 5–4        | 8–4      | 8–4      | 11–4 | 8–4 | 11–2 | 80–46 |
| Year-End Championships            |            |            |            |            |            |            |            |            |            |          |          |      |     |      |       |
| WTA Tour Championships            | A          | A          | A          | A          | A          | A          | A          | RR         | A          | A        | A        | RR   | A   |      | 2–1   |
| Tournament of Champions           | Not Held   | Not Held   | Not Held   | Not Held   | Not Held   | Not Held   | Not Held   | Not Held   | Not Held   | F        | A        | QF   | A   |      | 3–2   |
| WTA Premier Mandatory Tournaments |            |            |            |            |            |            |            |            |            |          |          |      |     |      |       |
| Indian Wells                      | A          | A          | A          | 2R         | 1R         | 2R         | 3R         | 4R         | 4R         | 2R       | 4R       | F    | QF  | 4R   | 18–11 |
| Miami                             | A          | A          | A          | QF         | A          | 2R         | 3R         | 3R         | 2R         | 2R       | SF       | 4R   | SF  | 2R   | 19–10 |
| Madrid                            | Not Held   | Not Held   | Not Held   | Not Held   | Not Held   | Not Held   | Not Held   | Not Held   | Not Held   | 1R       | 2R       | 2R   | 1R  | 3R   | 4–5   |
| Beijing                           | Not Held   | Not Held   | Not Held   | Not Held   | Not Tier I | Not Tier I | Not Tier I | Not Tier I | Not Tier I | SF       | 1R       | 3R   | SF  |      | 10–4  |
| WTA Premier 5 Tournaments         |            |            |            |            |            |            |            |            |            |          |          |      |     |      |       |
| Doha                              | Not Tier I | Not Tier I | Not Tier I | Not Tier I | Not Tier I | Not Tier I | Not Tier I | Not Tier I | 3R         | Not Held | Not Held | NP5  | SF  | 2R   | 5–3   |
| Dubai                             | NH         | Not Tier I | Not Tier I | Not Tier I | Not Tier I | Not Tier I | Not Tier I | Not Tier I | Not Tier I | 3R       | 3R       | 3R   | 1R  | QF   | 6–4   |
| Rome                              | A          | A          | A          | A          | Q2         | A          | A          | A          | 3R         | 2R       | A        | 2R   | 2R  |      | 4–4   |
| Cincinnati                        | Not Held   | Not Held   | Not Held   | Not Held   | Not Tier I | Not Tier I | Not Tier I | Not Tier I | Not Tier I | 1R       | QF       | 3R   | 2R  |      | 4–4   |
| Canada                            | A          | A          | A          | 2R         | A          | 2R         | 3R         | QF         | SF         | 1R       | QF       | 1R   | 3R  |      | 14–9  |
| Tokyo                             | A          | A          | A          | A          | A          | A          | 2R         | 1R         | 2R         | QF       | 3R       | QF   | 3R  |      | 9–7   |
| Career Statistics                 |            |            |            |            |            |            |            |            |            |          |          |      |     |      |       |
| Tournaments played                | 0          | 2          | 6          | 26         | 27         | 25         | 31         | 31         | 24         | 24       | 21       | 29   | 17  | 14   | 267   |
| Finals reached                    | 0          | 0          | 0          | 0          | 0          | 0          | 4          | 2          | 1          | 4        | 0        | 5    | 2   | 1    | 19    |
| Tournaments won                   | 0          | 0          | 0          | 0          | 0          | 0          | 3          | 0          | 0          | 2        | 0        | 2    | 0   | 1    | 8     |
| Year End Ranking                  | 1120       | 345        | 106        | 57         | 41         | 40         | 17         | 10         | 17         | 11       | 16       | 9    | 11  |      |       |

### Những lần thắng các tay vợt hạng 1
| Tournament Result | # | Player            | Event                        | Surface | Round | Score         |
| ----------------- | - | ----------------- | ---------------------------- | ------- | ----- | ------------- |
| Runner-up         | 1 | Justine Henin     | 2007 Wimbledon Championships | Grass   | SF    | 1–6, 7–5, 6–1 |
| Quarter-Finalist  | 2 | Jelena Janković   | 2009 Australian Open         | Hard    | 4R    | 6–1, 6–4      |
| Semi-Finalist     | 3 | Victoria Azarenka | 2012 Sony Ericsson Open      | Hard    | QF    | 6–3, 6–3      |

## Các trận chung kết

### Đơn nữ: 19 (8–11)
| Winner — Legend                     |
| ----------------------------------- |
| Grand Slam tournaments (1–1)        |
| WTA Tour Championships (0–0)        |
| Tournament of Champions (0–1)       |
| Premier Mandatory & Premier 5 (0–1) |
| Premier (2–4)                       |
| International (5–4)                 |

| Finals by Surface |
| ----------------- |
| Hard (5–8)        |
| Grass (2–1)       |
| Clay (0–2)        |
| Carpet (1–0)      |

| Outcome   | No. | Date                      | Championship                                               | Surface    | Opponent in the final | Score in the final |
| --------- | --- | ------------------------- | ---------------------------------------------------------- | ---------- | --------------------- | ------------------ |
| Winner    | 1.  | ngày 7 tháng 1 năm 2006   | ASB Classic, Auckland, New Zealand                         | Hard       | Vera Zvonareva        | 6–2, 6–2           |
| Runner-up | 1.  | ngày 11 tháng 9 năm 2006  | Wismilak International, Bali, Indonesia                    | Hard       | Svetlana Kuznetsova   | 5–7, 2–6           |
| Winner    | 2.  | ngày 8 tháng 10 năm 2006  | Japan Open Tennis Championships, Tokyo, Japan              | Hard       | Aiko Nakamura         | 2–6, 6–2, 6–2      |
| Winner    | 3.  | ngày 5 tháng 11 năm 2006  | Bell Challenge, Quebec City, Canada                        | Carpet (i) | Olga Puchkova         | 6–0, 6–0           |
| Runner-up | 2.  | ngày 7 tháng 5 năm 2007   | ECM Prague Open, Prague, Czech Republic                    | Clay       | Akiko Morigami        | 1–6, 3–6           |
| Runner-up | 3.  | ngày 7 tháng 7 năm 2007   | Wimbledon Championships, London, United Kingdom            | Grass      | Venus Williams        | 4–6, 1–6           |
| Runner-up | 4.  | ngày 20 tháng 7 năm 2008  | Bank of the West Classic, Stanford, United States          | Hard       | Aleksandra Wozniak    | 5–7, 3–6           |
| Runner-up | 5.  | ngày 10 tháng 1 năm 2009  | Brisbane International, Brisbane, Australia                | Hard       | Victoria Azarenka     | 3–6, 1–6           |
| Winner    | 4.  | ngày 8 tháng 3 năm 2009   | Monterrey Open, Monterrey, Mexico                          | Hard       | Li Na                 | 6–4, 6–3           |
| Winner    | 5.  | ngày 2 tháng 8 năm 2009   | Bank of the West Classic, Stanford, United States          | Hard       | Venus Williams        | 6–2, 5–7, 6–4      |
| Runner-up | 6.  | ngày 8 tháng 11 năm 2009  | Commonwealth Bank Tournament of Champions, Bali, Indonesia | Hard (i)   | Aravane Rezaï         | 5–7 ret.           |
| Runner-up | 7.  | ngày 20 tháng 3 năm 2011  | BNP Paribas Open, Indian Wells, United States              | Hard       | Caroline Wozniacki    | 1–6, 6–2, 3–6      |
| Runner-up | 8.  | ngày 21 tháng 5 năm 2011  | Internationaux de Strasbourg, Strasbourg, France           | Clay       | Andrea Petkovic       | 4–6, 0–1 ret.      |
| Winner    | 6.  | ngày 18 tháng 6 năm 2011  | AEGON International, Eastbourne, United Kingdom            | Grass      | Petra Kvitová         | 6–1, 4–6, 7–5      |
| Runner-up | 9.  | ngày 31 tháng 7 năm 2011  | Bank of the West Classic, Stanford, United States (2)      | Hard       | Serena Williams       | 5–7, 1–6           |
| Winner    | 7.  | ngày 16 tháng 10 năm 2011 | HP Open, Osaka, Japan                                      | Hard       | Samantha Stosur       | 6–3, 6–1           |
| Runner-up | 10. | ngày 12 tháng 2 năm 2012  | Open GDF Suez, Paris, France                               | Hard (i)   | Angelique Kerber      | 6–7(3–7), 7–5, 3–6 |
| Runner-up | 11. | ngày 22 tháng 7 năm 2012  | Mercury Insurance Open, Carlsbad, United States            | Hard       | Dominika Cibulková    | 1–6, 5–7           |
| Winner    | 8.  | ngày 6 tháng 7 năm 2013   | Wimbledon Championships, London, United Kingdom            | Grass      | Sabine Lisicki        | 6–1, 6–4           |

### Đôi nữ: 7 (3-4)
| Winner — Legend                     |
| ----------------------------------- |
| Grand Slam tournaments (0–0)        |
| WTA Tour Championships (0–0)        |
| Premier Mandatory & Premier 5 (0–0) |
| Premier (0–3)                       |
| International (3–1)                 |

| Finals by Surface |
| ----------------- |
| Hard (1–3)        |
| Grass (0–0)       |
| Clay (2–0)        |
| Carpet (0–1)      |

| Outcome   | No. | Date                      | Championship                                                  | Surface | Partner               | Opponent                                      | Score              |
| --------- | --- | ------------------------- | ------------------------------------------------------------- | ------- | --------------------- | --------------------------------------------- | ------------------ |
| Runner-up | 1.  | ngày 9 tháng 2 năm 2003   | Open Gaz de France, Paris, France                             | Carpet  | Stéphanie Cohen-Aloro | Barbara Schett Patty Schnyder                 | 6–2, 2–6, 6–7(5–7) |
| Runner-up | 2.  | ngày 26 tháng 10 năm 2003 | Generali Ladies Linz, Linz, Austria                           | Hard    | Silvia Farina Elia    | Liezel Huber Ai Sugiyama                      | 1–6, 6–7(6–8)      |
| Winner    | 1.  | ngày 11 tháng 4 năm 2004  | Grand Prix SAR La Princesse Lalla Meryem, Casablanca, Morocco | Clay    | Émilie Loit           | Els Callens Katarina Srebotnik                | 6–4, 6–2           |
| Runner-up | 3.  | ngày 11 tháng 10 năm 2004 | Tashkent Open, Tashkent, Uzbekistan                           | Hard    | Mara Santangelo       | Adriana Serra Zanetti Antonella Serra Zanetti | 6–1, 3–6, 4–6      |
| Winner    | 2.  | ngày 6 tháng 2 năm 2005   | Pattaya Women's Open, Pattaya City, Thailand                  | Hard    | Anna-Lena Grönefeld   | Marta Domachowska Silvija Talaja              | 6–3, 6–2           |
| Winner    | 3.  | ngày 14 tháng 5 năm 2006  | ECM Prague Open, Prague, Czech Republic                       | Clay    | Shahar Pe'er          | Ashley Harkleroad Bethanie Mattek             | 6–4, 6–4           |
| Runner-up | 4.  | ngày 8 tháng 1 năm 2007   | Medibank International, Sydney, Australia                     | Hard    | Meilen Tu             | Anna-Lena Grönefeld Meghann Shaughnessy       | 3–6, 6–3, 6–7(2–7) |